# کورتانا
کورتانا (به انگلیسی: Cortana) نام دستیار مجازی هوشمند در ویندوز فون ۸٫۱ و ۱۰، مایکروسافت بند، ویندوز هولوگرافیک، ویندوز ۱۰ و ایکس‌باکس وان بود که محصولی از شرکت مایکروسافت آمریکا به‌شمار می‌رفت. نام این برنامه برگرفته شده از شخصیت کورتاناست که شخصیت دارای هوش مصنوعی در مجموعه بازی‌های ویدئویی هیلو است. کورتانا بسته به پلتفرم نرم‌افزاری و منطقه‌ای که در آن استفاده می‌شد، به زبان‌های انگلیسی، پرتغالی، فرانسوی، آلمانی، ایتالیایی، اسپانیایی، چینی و ژاپنی در دسترس بود.
این برنامه به‌طور گسترده با دستیارهای هوشمندی همچون سیری در سیستم‌عامل آی‌اواس اپل، بیکسبی در سیستم‌عامل وان یوآی سامسونگ در اندروید، اسیستنت متعلق به گوگل در اندروید و الکسا متعلق به شرکت آمازون به رقابت می‌پرداخت. در تاریخ ۲ ژوئن ۲۰۲۳، مایکروسافت اعلام کرد که پشتیبانی از برنامه مستقل کورتانا در مایکروسافت ویندوز در اواخر سال ۲۰۲۳ پایان خواهد یافت و با مایکروسافت کوپایلوت، یک چت‌بات هوش مصنوعی، جایگزین خواهد شد. پشتیبانی از کورتانا در برنامه‌های موبایل مایکروسافت اوت‌لوک و مایکروسافت ۳۶۵ در پاییز ۲۰۲۳ متوقف شد.

کورتانا در ویندوز ۱۰ دسکتاپ

کورتانا در ویندوز ۱۰ موبایل

## امکانات
- تنظیم یادآوری زمان، مکان و افراد
- جستجو با زبان عادی و محاوره‌ای
- شناسایی آهنگ
- جستجو در بینگ (البته با نصب افزونه cortana در کروم می‌توان در دیگر موتورهای جستجو نیز جستجو انجام داد)
- محاسبه و تبدیل واحدها
- پیگیری پروازها و بسته‌ها
- یافتن پاسخ سوالات
- بررسی وضعیت آب و هوا
- مسیریابی
- تنظیم زنگ
- اجرای برنامه‌ها
- ارسال ایمیل
- ایجاد رویداد در تقویم
- چت کردن با کورتانا

## منطقه
کورتانا منطقه‌ای است و صدای خود را می‌تواند با همهٔ زبان‌ها، فرهنگ و الگوهای گفتار مطابقت دهد و سازگار کند، برای نمونه نسخهٔ انگلستان کورتانا با لهجهٔ بریتانیایی سخن می‌گوید و اصطلاحات بریتانیایی به کار می‌برد. کورتانا به تناسب نیاز کاربر خود را سازگار می‌کند و اطلاعات مربوط را بر اساس منطقه مانند تیم‌های محلی، کسب‌وکار، سری‌های تلویزیون و… نمایش می‌دهد.
| زبان          | منطقه        | وضعیت |
| ------------- | ------------ | ----- |
| انگلیسی       | ایالات متحده | بتا   |
| انگلیسی       | بریتانیا     | آلفا  |
| انگلیسی       | کانادا       | بتا   |
| انگلیسی       | استرالیا     | بتا   |
| انگلیسی       | هند          | بتا   |
| آلمان         | آلمان        | آلفا  |
| ایتالیا       | ایتالیا      | بتا   |
| اسپانیا       | اسپانیا      | بتا   |
| فرانسه        | فرانسه       | بتا   |
| چینی ماندارین | چین          | بتا   |

## کورتانا برای اندروید و آی‌او‌اس
مایکروسافت در اوایل تابستان اعلام کرد که برای کاربران سیستم عامل‌های اندروید و آی‌اواس دستیار شخصی هوشمند خود (کورتانا) را منتشر خواهد کرد. با این که مایکروسافت اعلام کرده که کورتانا در این دو سیستم عامل مانند نسخه ویندوز فونی کار خواهد کرد اما اینطور به نظر می‌رسد که به دلیل ادغام کورتانا با ویندوزفون نمی‌تواند در دو سیستم عامل دیگر به خوبی ویندوزفون کار کند.

## استفاده از کورتانا در لوازم خانگی
شرکت مایکروسافت قصد دارد کورتانا را برای لوازم خانگی هوشمند و مبتنی بر اینترنت اشیاء استفاده کند. یخچال، توستر و دستگاه‌های تنظیم‌کننده گرما نمونه‌ای از وسایل خانگی هستند که به کورتانا مجهز خواهند شد.